# ELA 07 Cougar
L'ELA 07 Cougar è un autogiro biposto progettato da Emilio López sr. e prodotto dall'azienda spagnola ELA Aviación.
La cellula ospita l'equipaggio in configurazione tandem. Il motore è montato posteriormente, con elica tripala spingente. La motorizzazione prevede un Rotax 912ULS da 100 hp o un Rotax 914UL da 115 hp con turbocompressore.
Il 07 Cougar è il modello più economico tra gli autogiro prodotti dalla ELA, differenziandosi dal modello 07 S essenzialmente per la forma della cellula ospitante l'equipaggio e la possibilità di montaggio di optional.
Da questo autogiro deriva la versione Agro prodotta dalla ELA, che monta il serbatoio del liquido da irrorare nella posizione del posto posteriore ed è equipaggiato con un sistema di irrorazione ripiegabile, per facilitare l'hangaraggio.